# Saint-Guyomard
 Saint-Guyomard  (en bretón Sant-Gwioñvarc'h) es una población y comuna francesa, situada en la región de Bretaña, departamento de Morbihan, en el distrito de Vannes y cantón de Malestroit.

## Demografía
| 848 | 770 | 717 | 779 | 792 | 810 |
| Para los censos de 1962 a 1999 la población legal corresponde a la población sin duplicidades (Fuente: INSEE [Consultar]) |     |     |     |     |     |